# Helênicas
Helênicas, Helênica (português brasileiro) ou Helénicas, Helénica (português europeu) (em grego Ἑλληνικά) é uma obra histórica cuja autoria é do filósofo, soldado e historiador grego Xenofonte. Helênicas é uma das únicas fontes primárias dos acontecimentos logo após a Guerra do Peloponeso e da instabilidade política que se deu na Grécia durante a primeira metade do século IV a.C A obra Helênicas é dividida em sete livros, sendo consensual que ela possa ser subdividida em duas partes, a primeira do Livro I ao Livro II, e a segunda do Livro II até o Livro VII. Uma observação, no entanto, deve ser feita: o testemunho de Xenofonte é a principal fonte em suas obras, pois foi contemporâneo e ator dos fatos narrados.

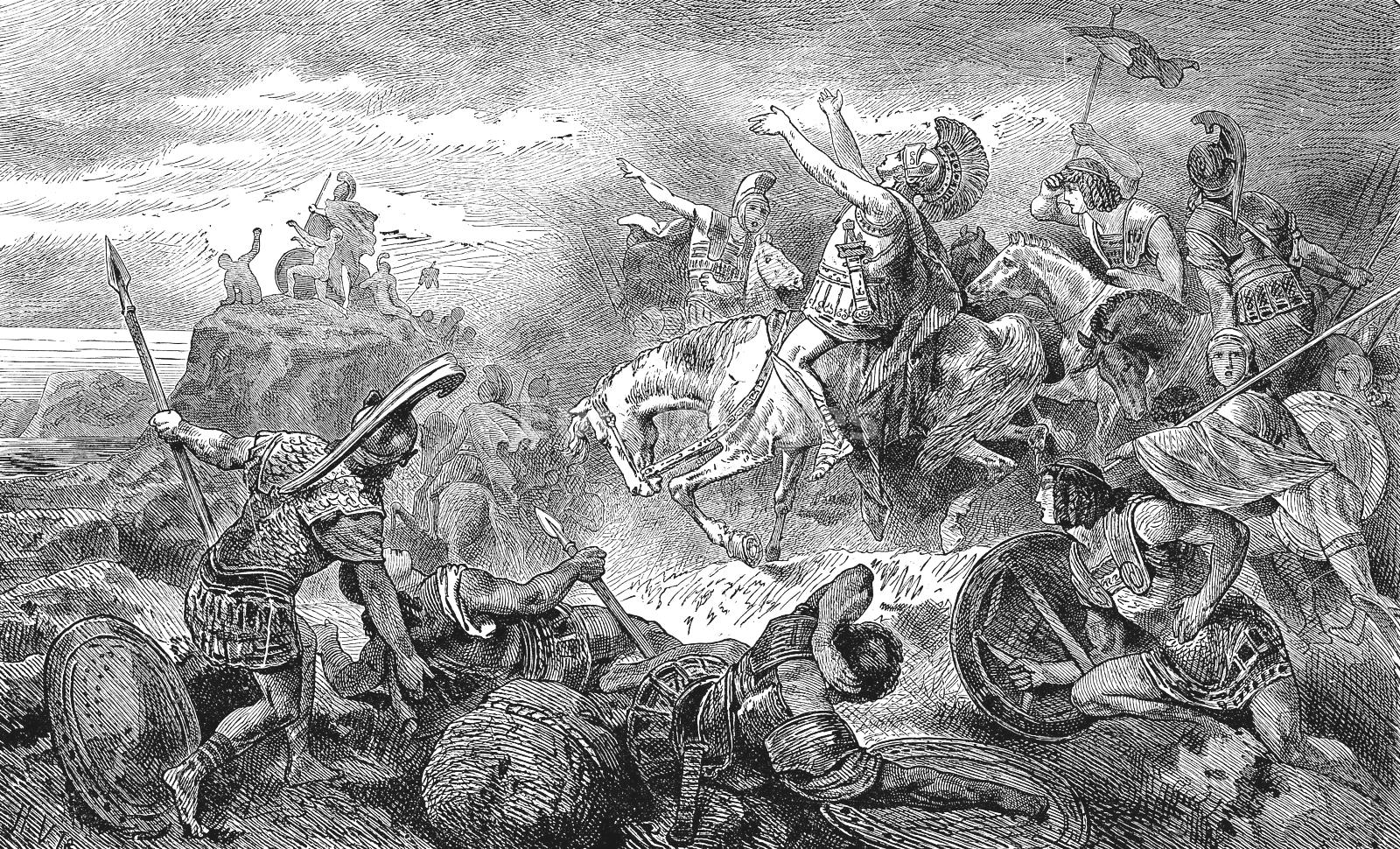
O Retorno dos Dez Mil, gravura por Herman Vogel, retrata a volta dos voluntários gregos que apoiavam a reivindicação de Ciro, o Jovem, ao trono Persa. O episódio é narrado em Helênicas.

A datação da obra é incerta e foi escrita como relato de testemunho. Os acontecimentos narrados nessa obra datam aproximadamente de 411 a 362 a.C. Alguns estudiosos defendem a tese de que a obra seria uma tentativa de dar continuidade ao livro História da Guerra do Peloponeso de Tucídides. No entanto, essa hipótese não encontra unanimidade entre os especialistas, uma vez que Helênicas vai muito além dos horizontes da Guerra do Peloponeso e adentra o século IV a.C.

## Resumo dos Livros

### Livro I

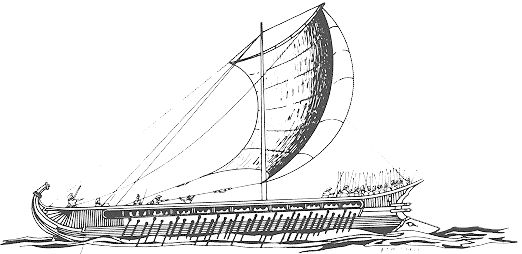
Trirreme, antiga embarcação comum na Grécia Antiga.

O primeiro livro da obra retrata a Guerra do Peloponeso em seus instantes decisivos de 411 a 406 a.C. Atenas, após sofrer uma derrota nas cercanias de sua Pólis, enviou à Arginusas - arquipélago próximo da Ilha de Lesbos - 155 naus contra a frota do lacedemônio Calicrátidas. Os áticos saem vitoriosos tendo apenas 25 trirremes levados a pique. Xenofonte reserva principal atenção ao resultado do resgate mal sucedido da tripulação das 25 naus atenienses que afundaram, que resultou na execução de  seis dos oito estrategos envolvidos - incluindo um filho de Péricles - apesar da vitória ateniense.

### Livro II
O segundo livro da obra trata dos fatos ocorridos dos anos 406 a 401 a.C. Os principais acontecimentos relatados são: a derrota ateniense na Batalha de Egospótamos e suas consequências; a lamentação ateniense frente esta derrota; a nova situação política da Esparta vencedora, que agora exercia influência também sobre as cidades gregas da Ásia Menor e nas ilhas do Mar Egeu; a posição vulnerável dos atenienses devido ao bloqueio do Pireu; e as negociações de Atenas com Esparta para obter suspensão das hostilidades. No contexto da vitória espartana, as condições impostas pelos lacedemônios para a negociação da paz foram a destruição dos longos muros e das fortificações do Pireu, a entrega dos navios - exceto doze -, o retorno e acolhimento dos exilados, e o compromisso de lealdade. Além disso, sobressaem-se nesse livro também os relatos sobre a instauração da Tirania dos Trinta, a morte de Terâmenes devido à sua discordância com o regime tirânico dos Trinta, a tomada do Pireu por Trasibulo, a intervenção militar espartana solicitada pelos Trinta, a Guerra Civil Ateniense e, por fim, a restauração da democracia em Atenas. Os assuntos que dizem respeito à história interna de Atenas estão, principalmente, nos capítulos 2.3.11 ao 4.43, que são inteiramente destinados à tais relatos.

### Livro III
Relata a instabilidade da Hélade após a Guerra do Peloponeso e a Guerra Civil Ateniense. Xenofonte foca seu relato no envio do comandante espartano Tíbron à Jônia, a pedido das cidades helênicas que estavam sendo atacadas pelos sátrapas persas Tissafernes e Farnabazo. Tíbron, no entanto, é suspeito de saquear as cidades aliadas e é repreendido, sendo posto o harmosta Dercílidas em seu lugar. O harmosta constata uma tensão entre os sátrapas persas e se aproveita disso para vencê-los; logra a paz, o que custa a cabeça de Tissafernes. Na continuação do livro III, Xenofonte descreve como o rei de Esparta Pausânias apazigua a primeira revolta ateniense contra o Regime dos Trinta Tirânos, mas falha na segunda, sendo duramente repreendido. Relata também a campanha espartana contra Tebas e a morte de Lisandro, navarco de notória excelência, em Haliarto, no início da Guerra Coríntia.

### Livro IV
Cobre os acontecimentos no período de 395 a 388 a.C. Os principais acontecimentos narrados são: a expedição de Agesilau, rei de Esparta, à Ásia Menor (395-394 a.C.); as batalhas de Neméia, Cnido e Coronéia (394 a.C.); as operações (com a intervenção de Ifícrates) em Istmo (393-390 a.C.); a invasão de Acarnânia pelos aqueus e lacedemônios (389 a.C.); os ataques lacedemônios a Argos (388 a.C.); as campanhas de Farnabazo e Conón na Ásia Menor (394 a.C.), ilhas e Grécia; as campanhas de Trasíbulo (389 a.C.) e de Ifícrates por um lado, e por outro lado as campanhas de Dercílidas, Antálcidas (392 a.C.), Tibrón e Anaxibio. Xenofonte retrata a política de ocupações e de campanhas militares espartanas por toda a Hélade com a finalidade de mantê-la sob sua hegemonia. Essa estratégia acaba por exaurir as forças lacedemônias e resulta no declínio de Esparta no fim da década de 370 a.C.

### Livro V
Menciona a disputa entre Atenas e Esparta pela Ilha de Égina, antiga potência marítima, o que gerou, por fim, o acordo de Paz de Antálcidas, em que Esparta se alia ao rei persa Artaxerxes II para enfraquecer a influência de Atenas na Hélade. Nesse livro tambem narra a entrega das cidades helênicas na Ásia Menor ao Império Persa. Na sequência relata os longos, porém vitoriosos, sítios lacedemônios às cidades de Mantineia e Fliunte, que haviam construído regimes democráticos. Xenofonte também trata da hegemonia incipiente que a cidade de Olinto funda no nordeste da Hélade, fortalecendo alianças com o rei macedônio Amintas III. Ao sul da Grécia, Esparta invade Tebas e  ocupa por quatro anos sua acrópole. Depois de expulsos em 379 a.C., os lacedemônios, a partir de 378 a.C., atacam anualmente a Beócia.

### Livro VI

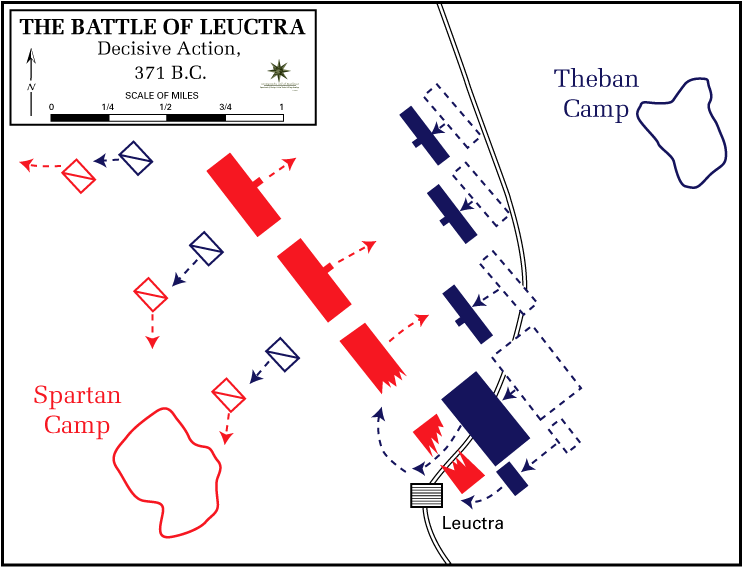
Estratégia militar de Epaminondas para derrotar os espartanos em Leuctra.

Neste livro, os relatos de Xenofonte cobrem os acontecimentos no período de 375-370 a.C. Dentre os principais acontecimentos estão as expedições de espartanos e atenienses à Córcira (373 a.C.), a paz entre Atenas e Esparta (371 a.C.); e a Batalha de Leuctra (371 a.C.), onde tebanos derrotam e matam grande parte da aristocracia espartana. Também consta o anúncio da derrota dos lacedemônios aos tebanos em Esparta; o pedido de ajuda de Tebas aos atenienses, contra os lacedemônios; a invasão da Lacedemônia por Tebas e seus aliados. Por causa de tal invasão os atenienses, através de decisão do Conselho dos Quinhentos, convocam uma assembleia. Os relatos evidenciam o início do declínio da hegemonia espartana dando vez a Tebas, que, sendo principal pólis da Liga Arcádia, estabelece sua influência marcante na Grécia antes das conquistas macedônicas.

### Livro VII
O sétimo livro traz os acontecimentos do período que vai de 369 até 362 a.C. Dentre os fatos mais importantes estão a aliança entre atenienses e lacedemônios; a invasão da península do Peloponeso por Tebas; a influência exercida por Licomedes na Liga Arcádia; as negociações de paz de Pelópidas na Pérsia (367 a.C.); a aliança formada entre arcádios e atenienses (366 a.C.); a invasão de Epaminondas da península do Peloponeso, e , por fim, a batalha de Mantineia (362 a.C.). Este livro é o que menos favorece Xenofonte como historiador por ocultar parcialmente a libertação dos hilotas, a construção da nova cidade de Megalopólis e o fim da hegemonia espartana, que tem seu sistema econômico e sua própria hegemonia peloponésia destruídos pela Liga Arcádia e pelos hilotas libertos. Todos esses fatores diminuíram o grande poderio espartano e são ignorados por Xenofonte.

## Processo de composição
O processo de composição da obra Helênicas vem sendo estudado há mais de um século. A principal discussão sobre o processo de composição de Helênicas gira em torno da possibilidade dela ter sido produzida de forma contínua – escrita de uma só vez – ou em dois ou três momentos distintos, de forma que a composição da obra tenha sido interrompida e posteriormente retomada após um determinado intervalo de tempo. 

Cronologicamente, a obra de Xenofonte retoma a narrativa da Guerra do Peloponeso de onde Tucídides havia terminado na História da Guerra do Peloponeso, continuando sua narração até os acontecimentos da batalha de Mantineia em 362 a.C. Os que defendem Helênicas como uma composição contínua, argumentam que na circunstância na qual ela foi composta era comum o autor utilizar como prefácio um sumário que traria eventos anteriores, de menor escala e dimensão do que o restante de sua obra. Assim, esta corrente interpretativa defende que ao encerrar o relato da Guerra do Peloponeso, Xenofonte estaria assumindo um compromisso com a continuidade da história. Desta forma, as diferenças estilísticas entre o trecho que vai do Livro I.1.1 ao Livro II.3.9 seriam evidências da unidade de composição da obra e não uma prova de que esta possuía uma divisão. Assumindo os relatos sobre a Guerra do Peloponeso como um sumário, os aspectos formais como a brevidade e irregularidade encontrados em Helênicas, que se diferenciam do restante da narrativa, são explicados.

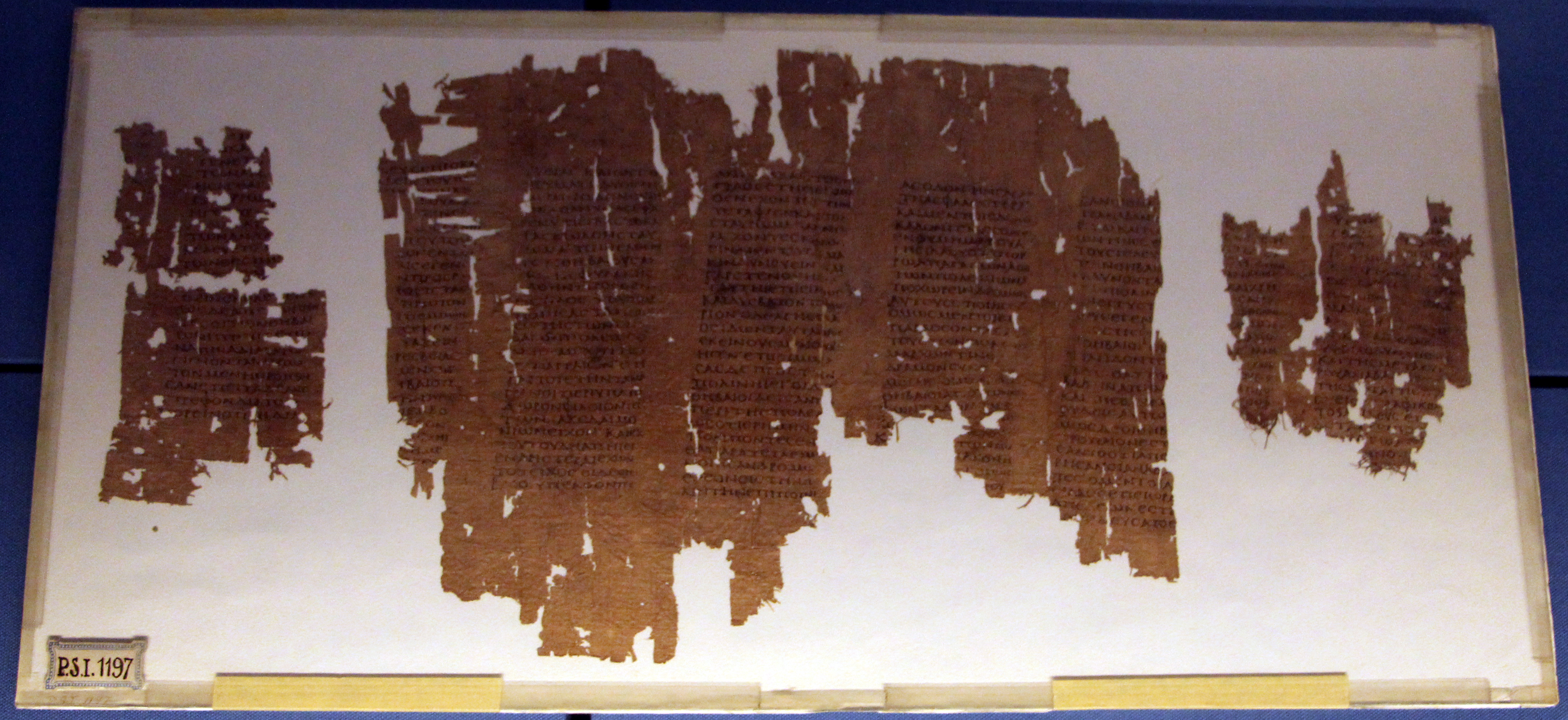
Fragmentos de Helênicas em papiro, Papiro PSI 1197 Biblioteca Medicea Laurenziana de Florença

Um grande número de pesquisadores propõe que a obra foi escrita em dois momentos distintos, sendo que a primeira parte – que vai do Livro I.1.1 ao Livro II.3.9 e trata da Guerra do Peloponeso – teria sido finalizada por Xenofonte no ano de 390 a.C. e a segunda parte da obra – que engloba os livros restantes da obra de Xenofonte – tendo sido iniciada após o ano de 381 a.C, já que no Livro III Xenofonte faz menção à morte de Pausânias, datada deste ano. Os que defendem que Helênicas foi escrita em dois momentos cronológicos diferentes salientam a presença de elementos que são exclusivos da primeira parte da narrativa, não existindo nas demais partes da obra. São eles: caracterizações de personagens, diálogos, julgamentos do autor em primeira pessoa, declarações, comparações e sobretudo a influência de divindades no decorrer da história. Além disso, através de estudos estatísticos que mapeiam o uso de partículas dentro dessa obra, historiadores chegaram à conclusão que a presença de tais elementos seria relacionada à influência de Tucídides na produção de Xenofonte, que desaparece, segundo os defensores desta hipótese, na segunda parte das Helênicas, na qual o autor já teria desenvolvido um estilo próprio. A divisão poderia ser também justificada pelo fato de que nos primeiros dois livros, observa-se os fatos sobre uma visão ateniense e esta visão torna-se espartana a partir do terceiro livro.
Não existe, porém, um consenso quanto ao processo de composição de Helênicas, assim, mesmo entre os que defendem a divisão da composição da obra em duas partes realizadas em momentos distintos, não há como afirmar que a primeira parte, do Livro I.1.1 ao Livro II.3.9, foi escrita antes de Xenofonte deixar Atenas no ano de 401 a.C., quando partiu em expedição com as tropas de Ciro, ou quando foi exilado nas décadas 380 a.C. e 370 a.C., ou ainda após sua mudança para Corinto em 360 a.C.
Existem ainda os que defendem a divisão da composição da obra em três partes, hipótese menos aceita entre todas. A primeira delas iria do Livro I.1.1 ao Livro II.3.9, a segunda do Livro II.3.9 ao Livro V e, por fim, a terceira do Livro V até o Livro VII, último livro da obra. Dentro desse esquema tripartide há os que postulam que Helênicas teria sido composta por Xenofonte primeiramente através de um núcleo, que se encontra nos Livros III e IV, e que os livros restantes teriam sido compostos posteriormente para completar este núcleo. Assim, a primeira parte da obra englobaria os Livros I e II, a segunda os Livros III e IV, e a terceira do V ao VII.
Apesar das discordâncias quanto à obra ter sido escrita de uma só vez ou em partes em períodos distintos, todos os especialistas concordam quanto às diferenças estilísticas encontradas entre os relatos da Guerra do Peloponeso e o restante da obra.

## Relação com aHistória da Guerra do Peloponesode Tucídides e com asHistóriasde Heródoto
Especialistas afirmam que há uma provável relação de Helênicas com a obra de Tucídides História da Guerra do Peloponeso, outros acreditam até em uma possível imitação. Contudo, o historiador Orlando Guntiñas Tuñón, por exemplo, não acredita que Xenofonte tenha tido a intenção de imitar Tucídides. Para Tunõn ele apenas teve o objetivo de narrar os acontecimentos que participou e testemunhou.
A proposta de que as Helênicas seriam uma continuação deliberada da obra de Tucídides advém principalmente do modo como Xenofonte inicia sua obra, sem prelúdio, introdução ou proêmio. Helênicas inicia de forma incomum, com a frase : “Μετά δέ ταυτα’’(‘’Depois disso’’ ou “Logo em seguida”) dando a ideia de que seria uma continuação de acontecimentos narrados anteriormente. Alguns pontos que se colocam como incógnitas são relacionados às caracterizações de personagens, diálogos, intervenção do autor, julgamentos e à influência de divindades no decorrer da narrativa. Todos esses aspectos da escrita podem ser atribuídos à influência da obra de Tucídides. No entanto se esses aspectos são imitações por parte de Xenofonte ou elementos relacionados à produção textual da época não é consenso. Quanto ao estilo literário, seria mais sensato dizer que se assemelha com o estilo de Heródoto, pois as características presentes na obra de Xenofonte têm semelhanças com o estilo das Histórias. Dentre essas características que aproximam os dois historiadores estão: o estilo simples, as anedotas e a presença da intervenção divina. 

## Contexto histórico da produção

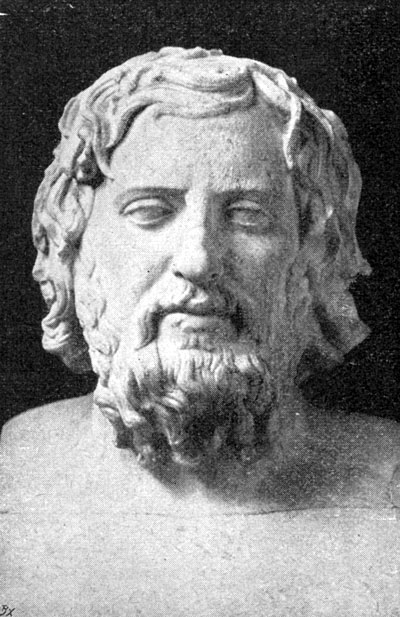
Xenofonte, autor de Helênicas.

A obra Helênicas foi escrita no declínio da Grécia livre de poderes externos. Vindo de um século V a.C. de enriquecimento e aumento da esfera de influência helênica no Mediterrâneo, o século IV a.C. traz um horizonte muito mais sombrio. A obra foi escrita acompanhando o fim da contestação entre Esparta e Atenas pela hegemonia no mundo grego. Xenofonte acompanhou a vida pública em Atenas até 401 a.C., quando foi exilado por fazer parte do Regime dos Trinta Tiranos, regime deposto pelo partido democrático. Ao sair de Atenas, seguiu como mercenário no exército de Ciro, o jovem, aspirante ao trono persa a quem rendeu sua lealdade e admiração. Xenofonte considerava o modelo com o qual Ciro foi educado o ideal, tecendo-lhe diversos elogios em sua Ciropédia. Por fazer parte do governo oligárquico e tendo sua obra toda voltada para uma paidéia aristocrática, Xenofonte decidiu por tomar o lado dos lacedemônios, tendo por exílio uma propriedade em Selinunte, sob a proteção de Agesilau. Desde o início do século IV a.C., o autor de Helênicas foi efetivamente ativo nas disputas militares pela Hélade, combateu ao lado de Agesilau na Ásia Menor e na Grécia continental, narrando esses eventos em sua obra Agesilau. Muito embora Esparta tenha vencido a Guerra do Peloponeso, diversos fatores a fizeram minguar ao longo dos primeiros 30 anos do século IV a.C. O regime econômico da pólis espartana demandava um controle militar agressivo e ostensivo em relação à população de camponeses messênios, os hilotas, o que já custava à Esparta grande parte de seu poderoso exército. Além da submissão hilota, o exército precisava garantir, depois do fim da Guerra do Peloponeso, a submissão de diversas cidades vencidas, principalmente Atenas e Mileto. As campanhas, as ocupações e a submissão hilota demandavam de Esparta uma envergadura militar que não tinha, e sua hegemonia foi logo tomada por Tebas. Epaminondas, o líder tebano, não só derrotou o exército lacedemônio em terra, o que por si só já seria retumbante, mas liberou os camponeses messênios do jugo espartano e os ajudou a fundar uma cidade, liquidando, assim, a proeminência espartana no cenário grego. Xenofonte foi um ateniense, no entanto, sua bibliografia é voltada à areté aristocrática, a única defesa que fez sobre a democracia foi na ocasião de seu retorno para a Ática, em 360 a.C. quando houve a aliança entre Esparta e Atenas contra Tebas.